# Relations entre l'Andorre et l'Union européenne
Les relations entre Andorre et l'Union européenne sont basées sur une union douanière entre ces deux entités.

## Rapprochements
En novembre 2012, après que le Conseil de l'Union européenne a demandé une évaluation des relations avec les micro-États souverains européens d'Andorre, de Monaco et de Saint-Marin, décrits comme « fragmentés », la Commission européenne a publié un rapport soulignant les possibilités qui leur étaient offertes pour une plus grande intégration dans l'Union. Contrairement au Liechtenstein, qui est membre de l'espace économique européen (EEE) via l'Association européenne de libre-échange (AELE) et les accords de Schengen, les relations avec ces trois États sont basées sur une série d'accords spécifiques. Le rapport examine quatre possibilités face à la situation actuelle :
- une approche sectorielle avec chaque État sur une politique particulière,
- un accord-cadre d'association (ACA) multilatéral et compréhensif avec les trois États,
- une adhésion à l'espace économique européen,
- ou une adhésion à l'Union.

La Commission considère que l'approche sectorielle n'est pas la meilleure façon de répondre aux principales problématiques et reste difficile à mettre en œuvre. L'option de l'adhésion à l'Union apparaît quant à elle difficilement envisageable dans un futur proche car les institutions européennes ne sont pas adaptées à l'adhésion de si petits États.
Les options restantes, l'adhésion à l'espace économique et l'ACA avec les trois États, sont considérées comme viables et sont celles recommandées par la Commission. En réponse, le Conseil a requis que les négociations avec les trois micro-États continuent, et qu'un rapport soit préparé pour la fin 2013 sur les implications de ces deux options viables avec des recommandations sur la procédure à suivre.

### Adhésion à l'Espace économique européen
Des négociations en vues de l'adhésion à l'Espace économique européen débutent en 2015. La classe politique est globalement favorable à un resserrement des relations entre l'Andorre et l'Union européenne, dans l'objectif de conclure un accord en même temps que Monaco et Saint-Marin similaire à ce que connaissent l'Islande, le Liechtenstein, la Norvège et la Suisse au sein de l'Association européenne de libre-échange. Cette accession permettrait ainsi l'accès au marché intérieur européen, avec libre circulation des personnes, des biens, des services et des capitaux. S'ils sont tous favorables à un accord, les partis connaissent cependant des divergences d'opinion quant à l'ampleur de ces libre circulations, qu'ils souhaitent négocier, notamment concernant l'immigration avec le maintien de permis de travail. Les partis andorrans se montrent par ailleurs réticents à l'obligation de privatiser les secteurs des télécoms et de l'énergie, gérés par des compagnies publiques nationales. Ce sujet domine ainsi la campagne électorale des élections législatives d'avril 2023. S'il est conclu, l'accord doit par la suite être soumis à référendum.

## Sources

## Compléments